# Gyeongsangnam-do
Gyeongsangnam-do (Süd-Gyeongsang) ist eine Provinz im Südosten von Südkorea. Im Norden grenzt sie an Gyeongsangbuk-do, im Osten an das Japanische Meer. Im Süden ist die Provinz begrenzt durch die Koreastraße, im Westen durch Jeollabuk-do und Jeollanam-do. Die Hauptstadt der Provinz ist Changwon. Die Provinz hat 3.438.676 Einwohner (Stand: 2019).

## Geographie
Der größte Teil der weitgehend aus Flachland bestehenden Provinz wird vom Naktong Fluss und seinen Zuflüssen bewässert. Das Flussdelta Gimhae ist eine wichtige Kornkammer in Südkorea. Die höchste Erhebung im westlichen Gebirgsland ist mit 1915 Metern der Jirisan.
Es herrscht ein mildwarmes Klima mit durchschnittlichen Temperaturen zwischen 2 °C im Winter und 25 °C im August. Die jährliche Niederschlagsmenge beträgt im Mittel 1500 mm.

## Wirtschaft

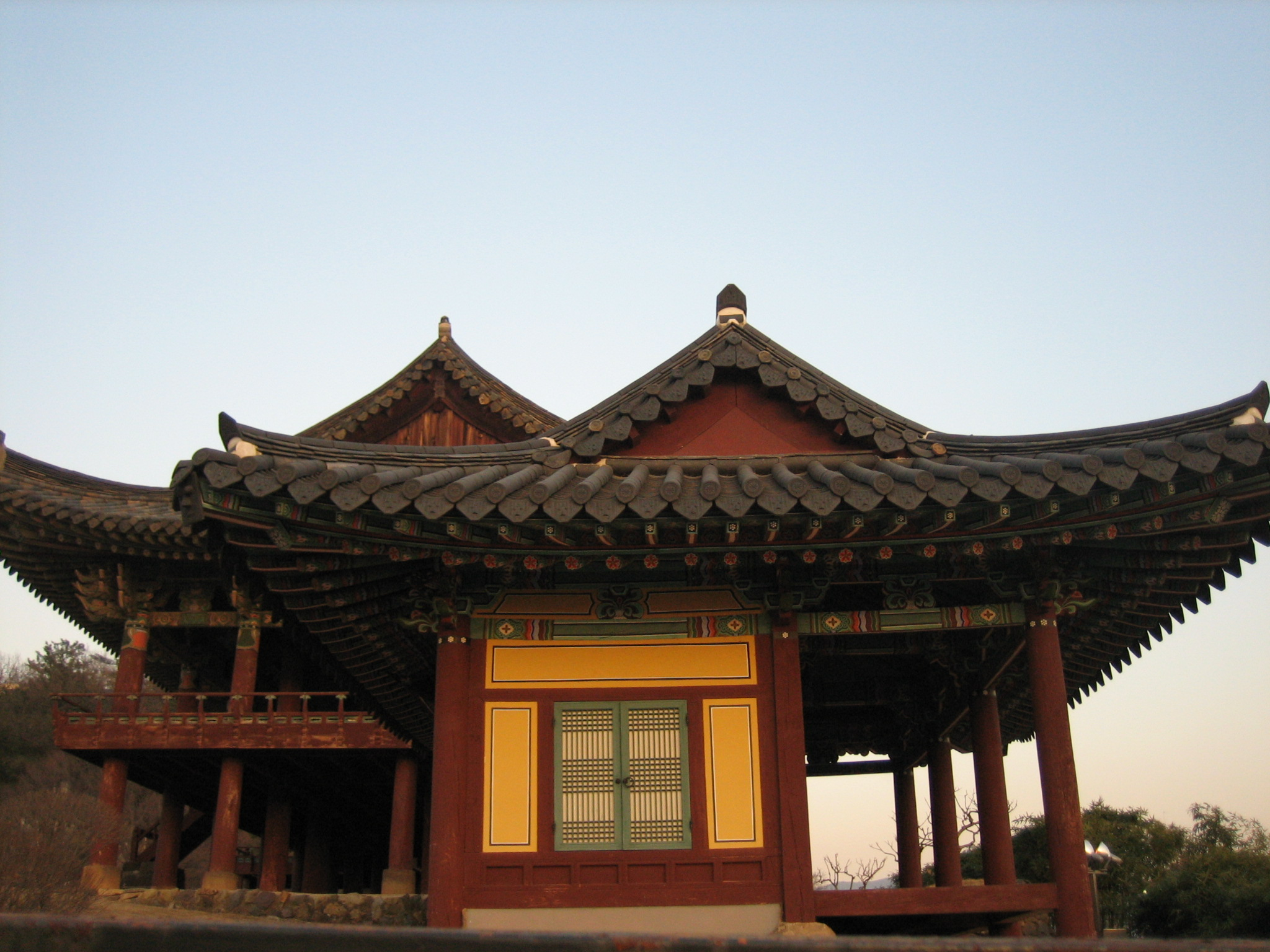
Yeongnamnu in Miryang, Provinz Gyeongsangnam-do. Ein Pavillon aus der Joseon-Dynastie

Landwirtschaftliche Produkte in Gyeongsangnam-do sind Reis, Bohnen, Kartoffeln und Gersten. Die Provinz ist bekannt für die Produktion von Baumwolle. Entlang der Südküste werden Sesam und Früchte angebaut. Meeresprodukte und Fischerei sind ebenfalls von Bedeutung.
Leichte Industrie findet sich in den Städten Jinju, Tongyeong und Samchonpo. Die bedeutende Schwerindustrie der Region (Schiffbau, Luftfahrt- und Automobilindustrie, Maschinenbau und Elektrotechnik) ist vor allem in den Städten Ulsan, Masan und Jinhae an der Südküste anzutreffen. Um das wie Ulsan eigenständig verwaltete Busan und Jinhae wurde eine Freihandelszone eingerichtet. Eine weitere Freihandelszone befindet sich bei Masan. Der Kreis Hadong und benachbarte Gebiete der Provinz Jeollanam-do gehören zum Entwicklungsprojekt Gwangyang-Bucht.

## Tourismus
Der 802 erbaute Haein-Tempel zieht v. a. inländische Touristen an. Der Tempel liegt im Nationalpark des Gaya-san nahe der Grenze zu Gyeongsangbuk-do.

## Verwaltungsgliederung
Gyeongsangnam-do ist in acht Städte und zehn Landkreise gegliedert.
| Karte          | #               | Name   | Hangeul | Hanja     | Einwohner (2010) |
| -------------- | --------------- | ------ | ------- | --------- | ---------------- |
|                |                 |        |         |           |                  |
| — Städte —     |                 |        |         |           |                  |
| 1              | Changwon-si     | 창원   | 昌原    | 1.058.021 |                  |
| 2              | Gimhae-si       | 김해   | 金海    | 494.510   |                  |
| 3              | Jinju-si        | 진주   | 晉州    | 337.896   |                  |
| 4              | Yangsan-si      | 양산   | 梁山    | 252.507   |                  |
| 5              | Geoje-si        | 거제   | 巨濟    | 231.271   |                  |
| 6              | Tongyeong-si    | 통영   | 統營    | 129.366   |                  |
| 7              | Sacheon-si      | 사천   | 泗川    | 107.524   |                  |
| 8              | Miryang-si      | 밀양   | 密陽    | 99.128    |                  |
| — Landkreise — |                 |        |         |           |                  |
| 9              | Haman-gun       | 함안군 | 咸安郡  | 60.794    |                  |
| 10             | Geochang-gun    | 거창군 | 居昌郡  | 57.323    |                  |
| 11             | Changnyeong-gun | 창녕군 | 昌寧郡  | 55.189    |                  |
| 12             | Goseong-gun     | 고성군 | 固城郡  | 51.703    |                  |
| 13             | Namhae-gun      | 남해군 | 南海郡  | 43.919    |                  |
| 14             | Hapcheon-gun    | 합천군 | 陜川郡  | 43.639    |                  |
| 15             | Hadong-gun      | 하동군 | 河東郡  | 41.862    |                  |
| 16             | Hamyang-gun     | 함양군 | 咸陽郡  | 38.002    |                  |
| 17             | Sancheong-gun   | 산청군 | 山淸郡  | 31.898    |                  |
| 18             | Uiryeong-gun    | 의령군 | 宜寧郡  | 25.602    |                  |